# Proyecto de reforma constitucional de Burkina Faso
Se hubiese celebrado un referéndum constitucional en Burkina Faso el 24 de marzo de 2019, pero fue pospuesto indefinidamente. De aprobarse, la nueva constitución pondrá fin a la Constitución de Cuarta República creada en 1991, instaurando una nueva carta magna.

## Trasfondo
Tras el  levantamiento de 2014, las elecciones generales de 2015 fueron ganadas por el Movimiento por el Pueblo y el Progreso, que impugnó las elecciones con un manifiesto que promete una nueva constitución. El presidente Roch Marc Christian Kaboré posteriormente formó una Comisión Constitucional en septiembre de 2016. En enero de 2017 se publicó un borrador inicial para consulta pública. La Comisión completó su trabajo en noviembre de 2017 y presentó el proyecto de constitución a Kaboré.
El gobierno había planeado que la Asamblea Nacional aprobara la nueva constitución para evitar el costo de un referéndum. Sin embargo, los partidos de la oposición se negaron a dar su consentimiento a la aprobación parlamentaria, lo que dará lugar a la celebración de este referéndum.

## Constitución propuesta
La constitución propuesta prevé un sistema semipresidencial, aunque el expresidente de la Asamblea Nacional, Salif Diallo, había pedido un sistema parlamentario. Introduciría un límite de dos mandatos para la Presidencia y el presidente de la Asamblea Nacional. También reconocería el derecho a participar en desobediencia civil, derecho a vivienda, derecho a agua potable y elimina la pena de muerte. Los ciudadanos que viven en el extranjero tendrían derecho a votar en las elecciones presidenciales y parlamentarias a partir de 2020.
El Consejo Constitucional, que permitió al expresidente Blaise Compaoré ignorar los límites de los mandatos de la constitución anterior, sería reemplazado por un Tribunal Constitucional, y el papel del presidente en el nombramiento de sus miembros se reduciría a solo dos personas designadas. El Tribunal Superior de Justicia también sería abolido. Además, varias secciones de la constitución propuesta no serían modificables, incluidos los límites del mandato presidencial.